# 克拉斯諾西爾卡 (丘德尼夫區)
49°59′26″N 28°0′11″E / 49.99056°N 28.00306°E
克拉斯諾西爾卡（烏克蘭語：Красносілка），是烏克蘭北部的村莊，隸屬日托米爾州的日托米爾區。該村始建於1585年，面積3.12平方公里，海拔高度266米，2001年人口834，人口密度每平方公里267.65人。

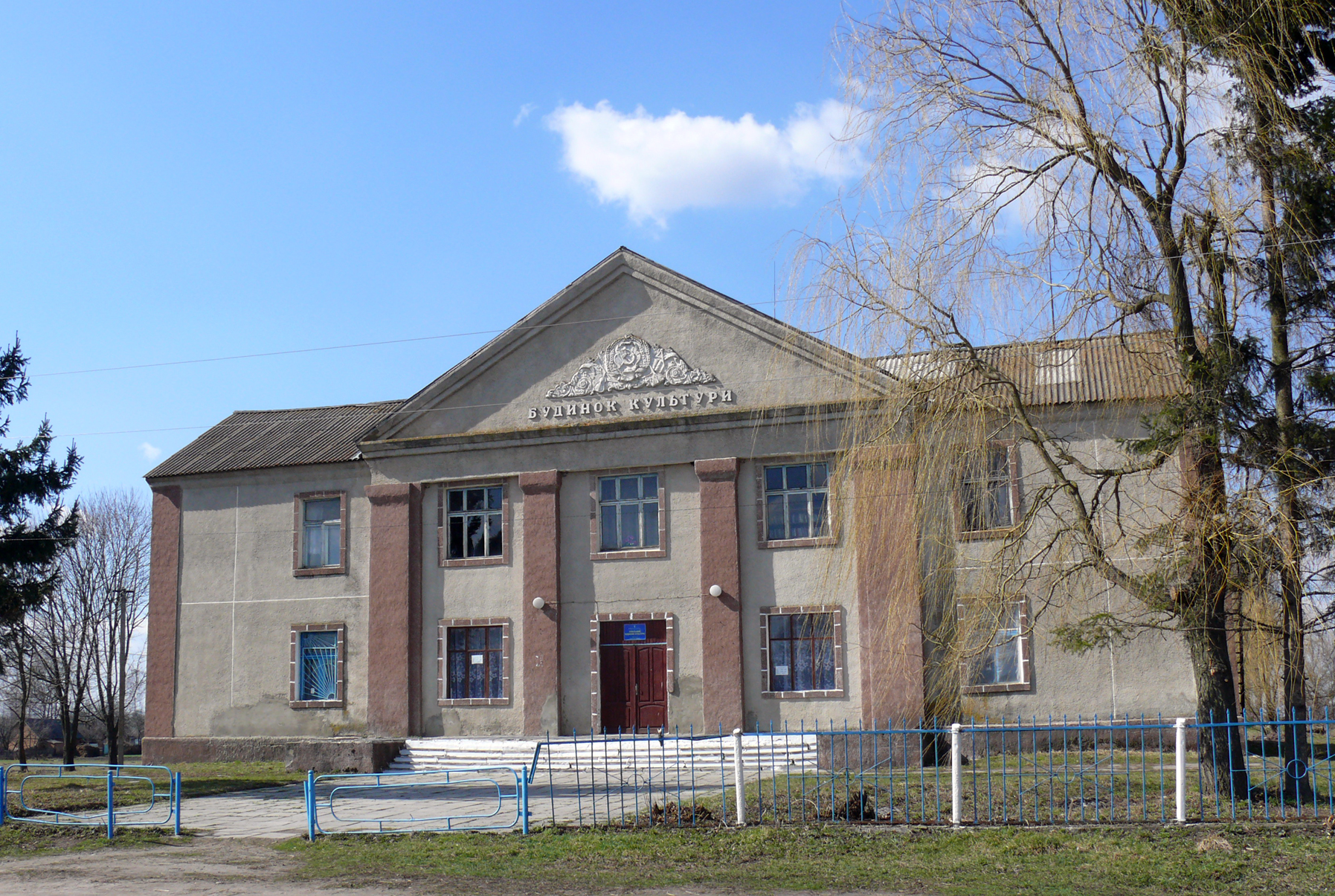
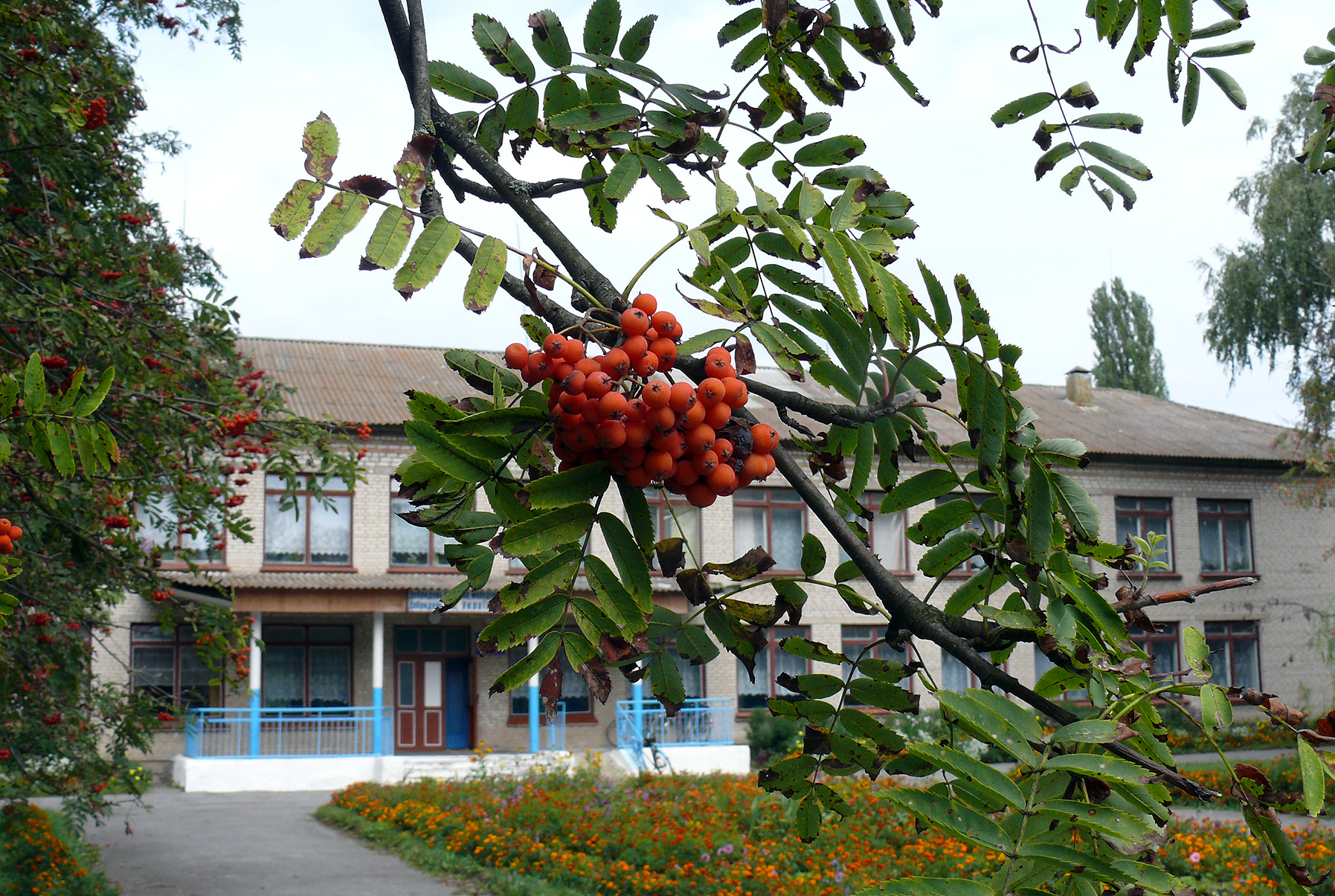
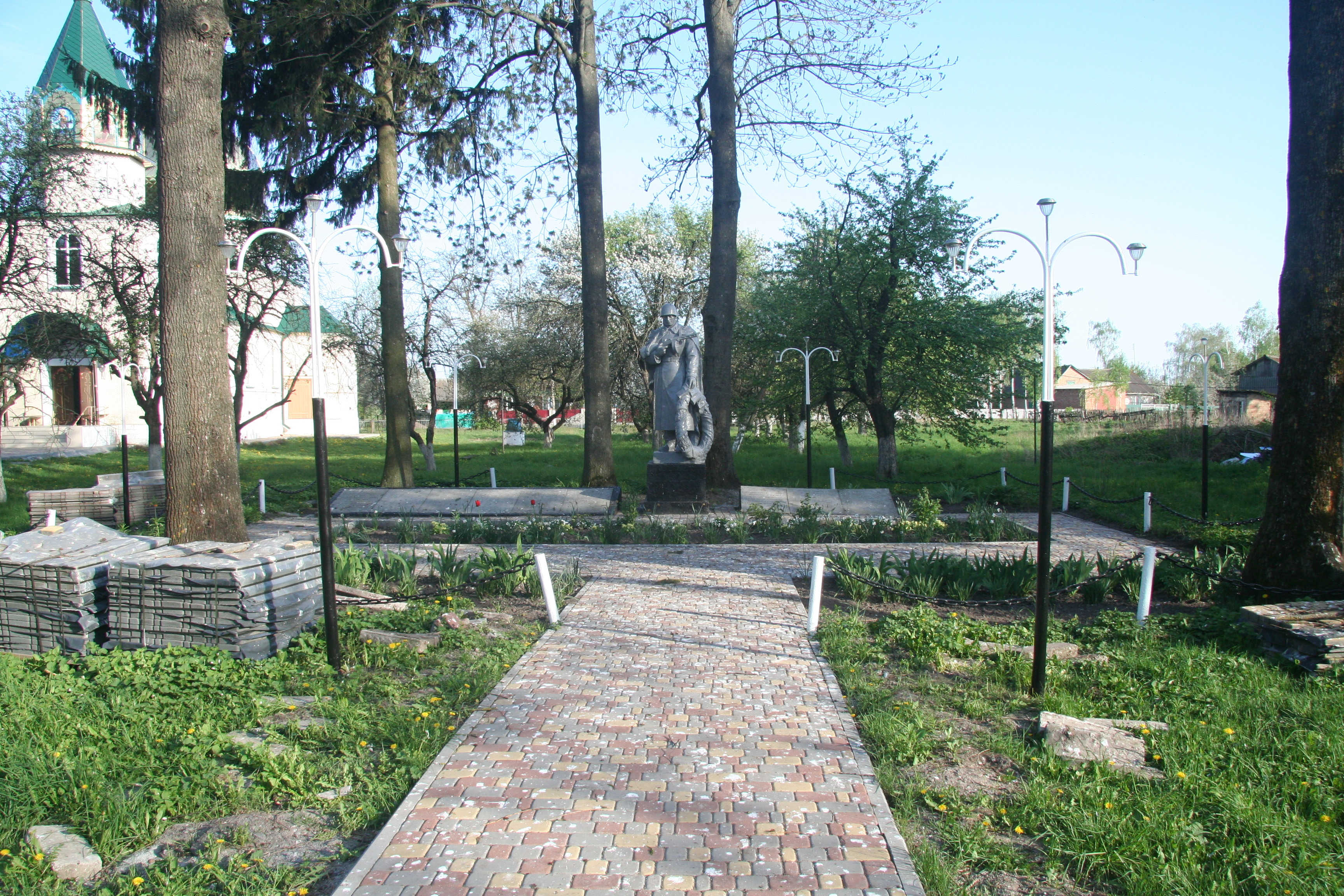
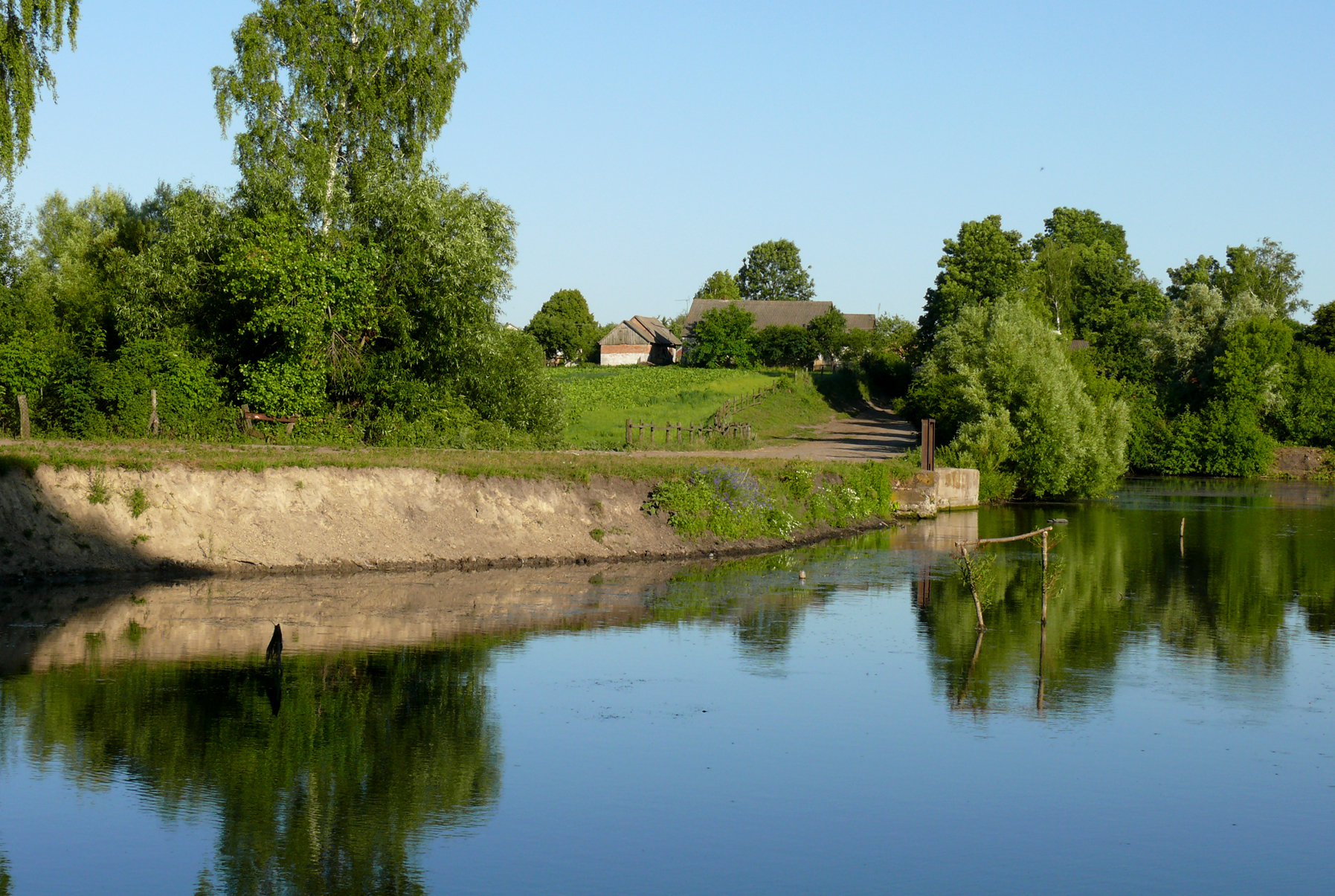
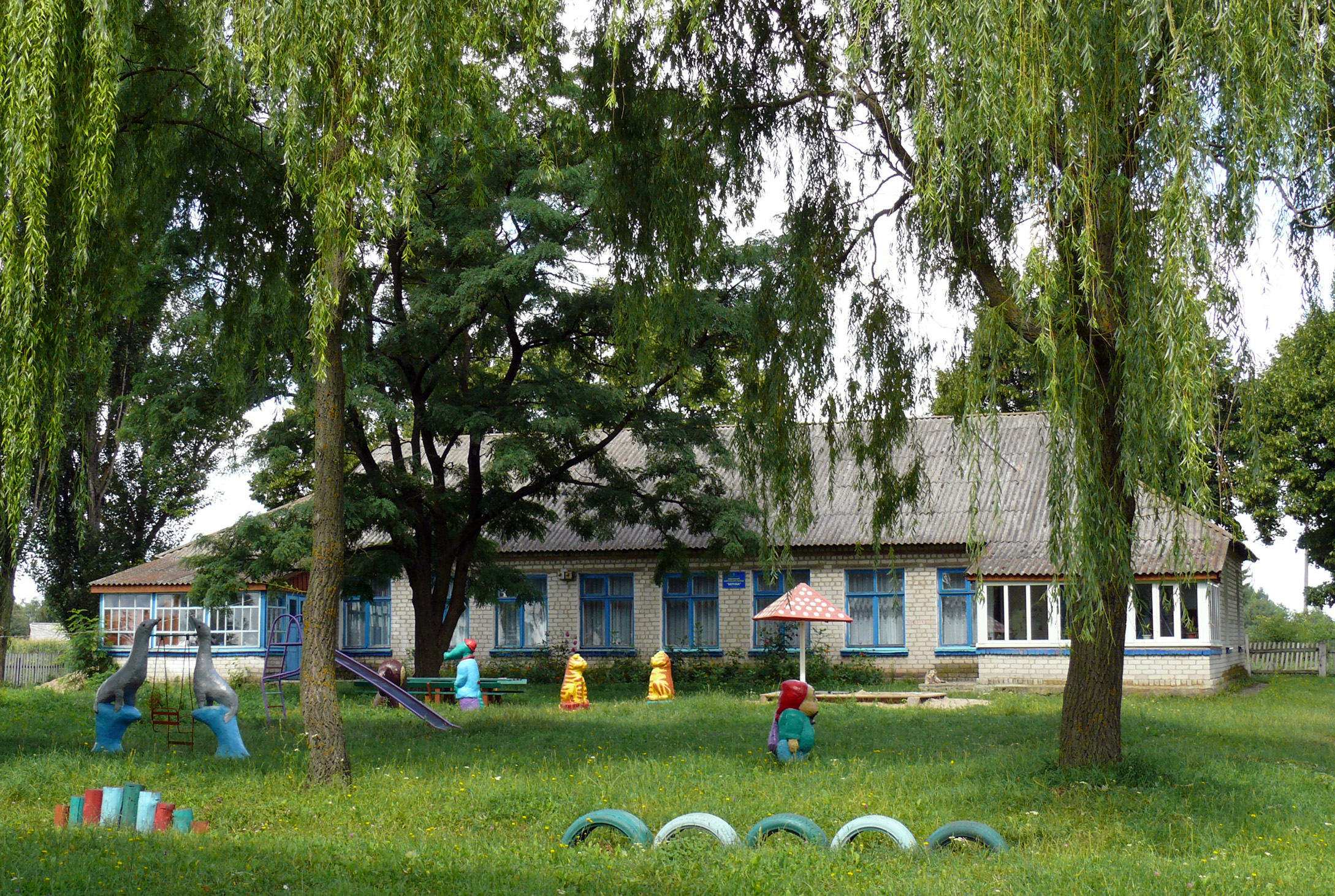
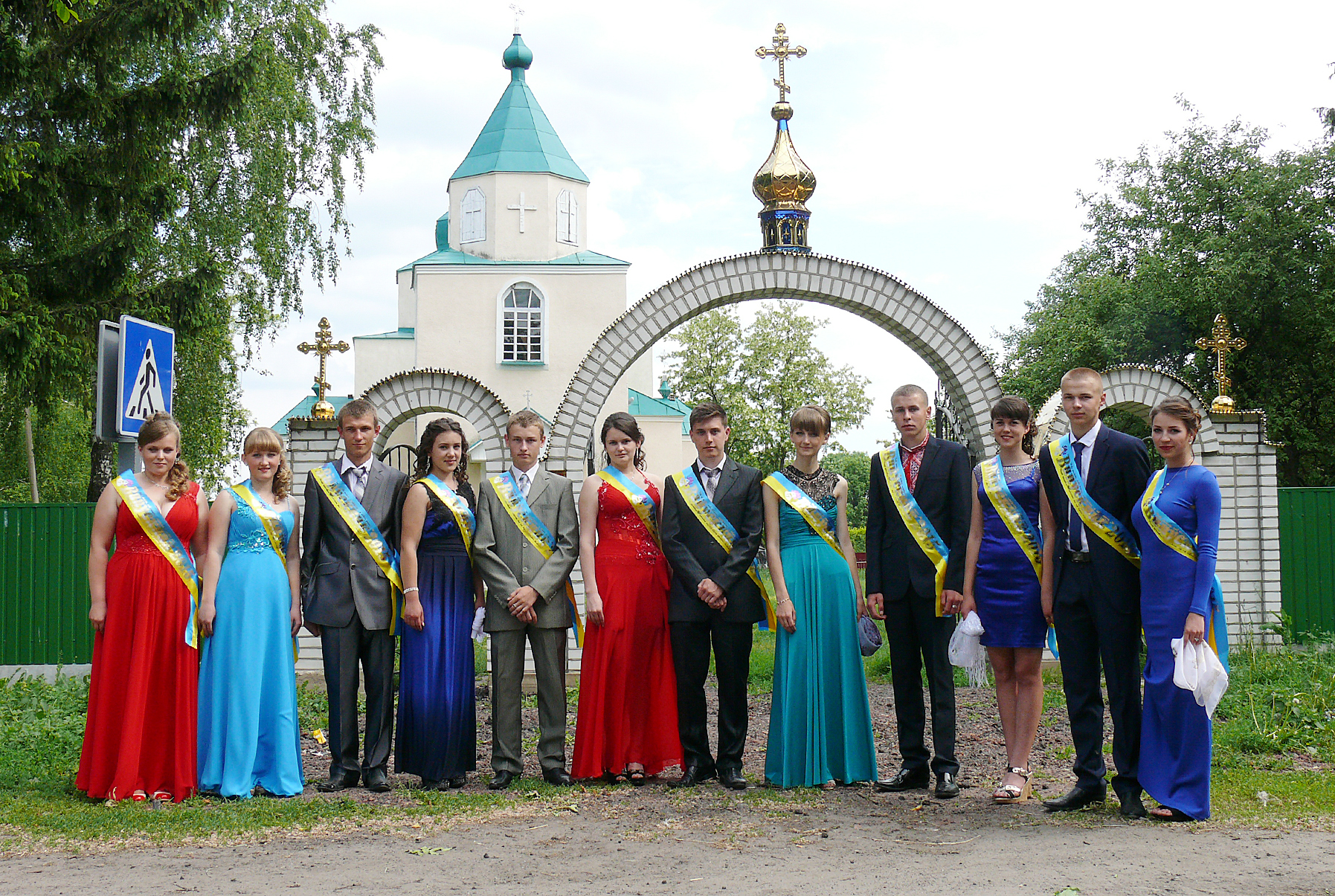
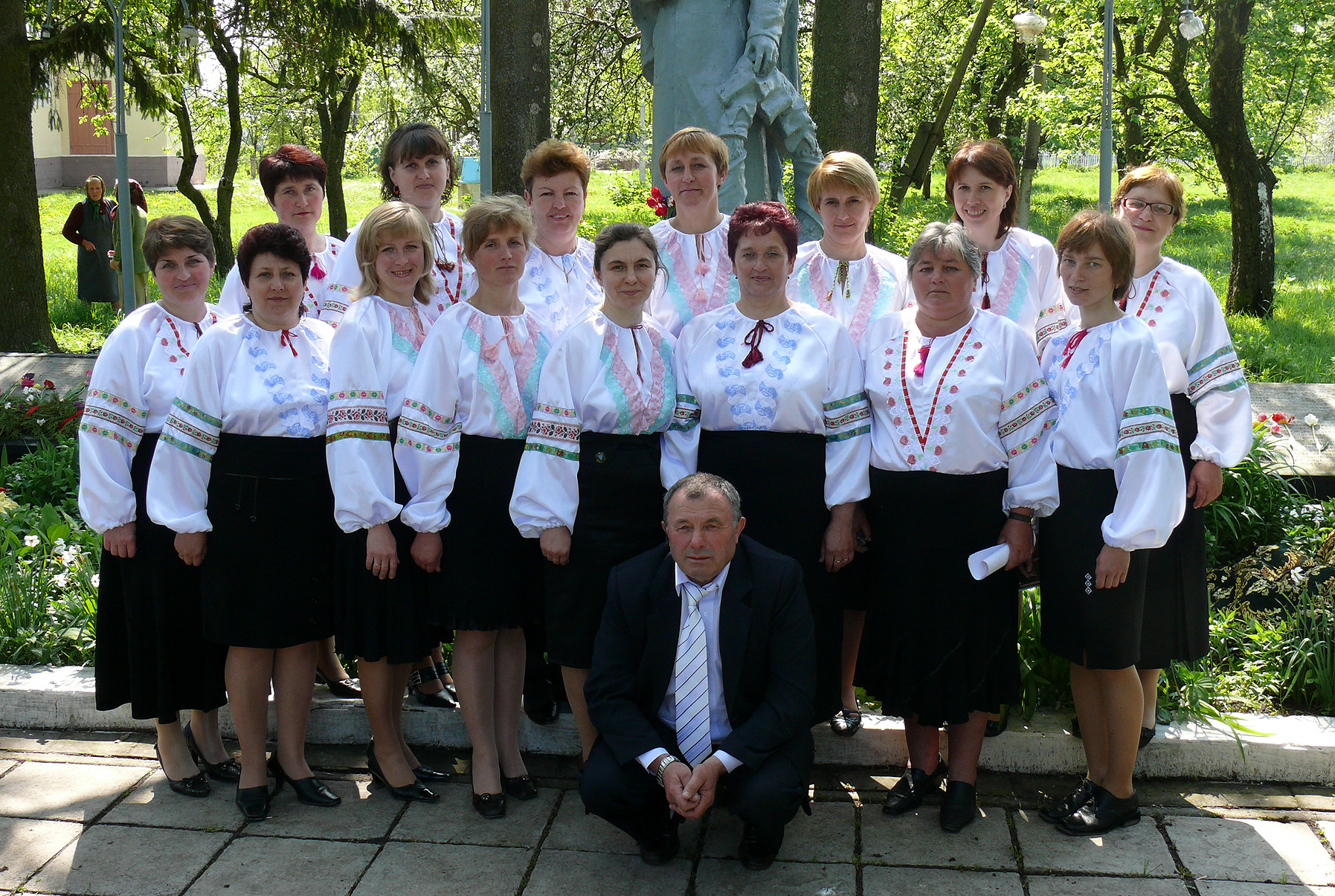
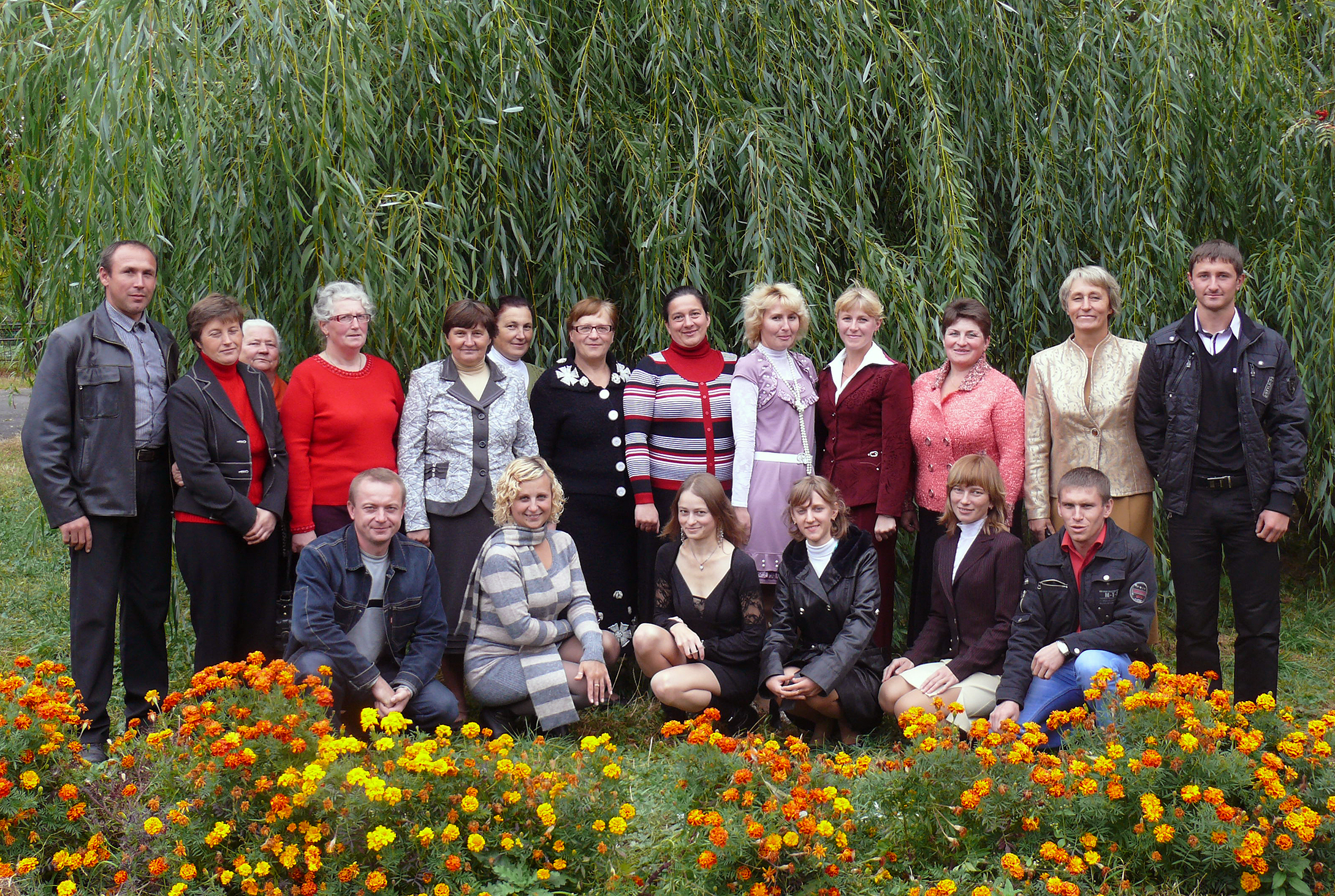
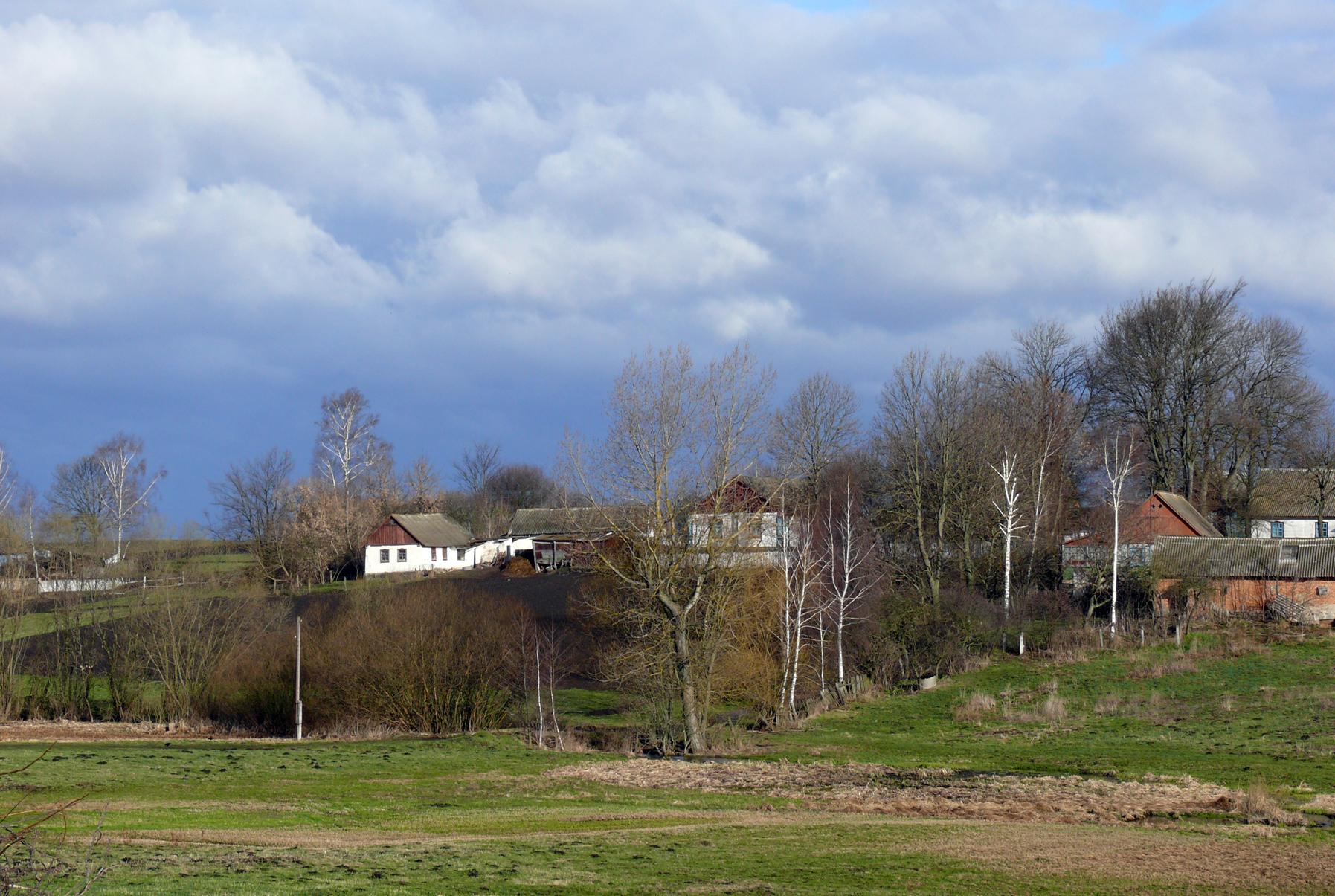